# Can Calderó (Alella)
Can Calderó és un mas fortificat al terme d'Alella protegida com a bé cultural d'interès local. L'edifici és del segle xvii, encara que segurament construït al lloc d'una antiga construcció, possiblement de l'època de la torre de defensa. És probable que la coronació amb merlets sigui posterior. Can Calderó fou anomenat Mas Dauder fins a l'any 1559, en què Joan Dauder el vengué a Mossèn Oller, passant a mans de Magdalena Resplans, que vers la meitat del segle xvii es casà amb Miquel Calderó, regent de la Cancelleria Reial, i als descendents del qual, encara pertany avui dia.
És un edifici civil format per dos cossos diferenciats: una torre de defensa a l'angle esquerre, de planta quadrada i coronada per merlets escalonats -possiblement posteriors-, i l'edifici pròpiament dit, cobert per una teulada de quatre vessants i format per una planta baixa amb una portalada de mig punt adovellada, un primer pis amb balcó i dues finestres amb els bancals i les llindes de pedra, i unes golfes porxades amb un seguit de dotze arcs, un dels quals avui dia està tapiat.